# Trichoscelia latifascia
Trichoscelia latifascia är en insektsart som beskrevs av Mclachlan 1867. Trichoscelia latifascia ingår i släktet Trichoscelia och familjen fångsländor. Inga underarter finns listade i Catalogue of Life.